# Godfried Develter
Godfried Daniel Frans Cornelius Develter (Esen, 22 februari 1909 - 14 oktober 1980) was een Belgisch volksvertegenwoordiger.

## Levensloop
Tijdens zijn middelbare studies werd Develter met elf anderen van het college van Tielt weggestuurd, omdat ze De Vlaamse Leeuw hadden gespeeld in plaats van het Belgisch volkslied. Hij studeerde rechten en notariaat aan de Katholieke Universiteit Leuven en de Rijksuniversiteit Gent en in 1935 vestigde hij zich als advocaat in Harelbeke.
In 1937 verliet hij de balie om in Brussel hoofdredacteur te worden van een nieuw katholiek Vlaams dagblad, De Courant, waarvan het eerste nummer verscheen op 19 september 1937. Het blad werd gesteund door de Katholieke Vlaamse Volkspartij, enkele christelijke sociale organisaties en Vlaamse industriëlen zoals Léon Bekaert en Tony Herbert. De krant kende onvoldoende succes en werd in april 1939 opgedoekt. 
In 1941 werd Develter benoemd tot secretaris-generaal van het Gemeentekrediet, maar hij nam nog dat jaar ontslag om zijn overleden vader op te volgen als agent van het Gemeentekrediet in Diksmuide.
In 1946 werd hij voor de CVP verkozen tot lid van de Kamer van volksvertegenwoordigers voor het arrondissement Oostende-Veurne-Diksmuide. Hij verwierf vooral bekendheid door zijn tussenkomsten in verband met het in maart 1946 dynamiteren van de IJzertoren. Hij fulmineerde tegen de procureur-generaal van Gent, Herman Bekaert, die geen inspanningen deed om de daders te vinden en integendeel het onderzoek afremde. Onder zijn impuls trad de Vlaamse kamergroep van de CVP, waarvan hij sinds 1950 lid was, krachtiger op door de begroting van justitie af te keuren. Als gevolg werd, na afsluiting van een onderzoek, Bekaert in juli 1952 een maand geschorst.
In 1946 was Develter ook verkozen tot gemeenteraadslid van Diksmuide. Maar een klacht van de liberalen werd juist bevonden: Develter woonde niet in Diksmuide maar in Esen en werd dan ook onverkiesbaar verklaard.
In 1958 verliet Develter de actieve politiek.